# Charles Hélou

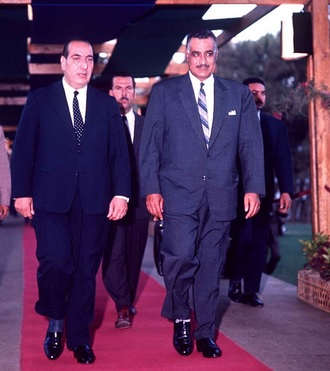
De Libanese president Charles Hélou en de Egyptische president Gamal Abdel Nasser.

Charles Alexandre Hélou (Arabisch: شارل الحلو) (Beiroet, 25 september 1912 of 1913 - Zalka, Beiroet, 7 januari 2001), was een Libanees politicus. Hij was van 1964 tot 1970 president van Libanon.

## Opleiding en vroege carrière
Charles Hélou stamde uit een machtige Maronitische Christelijke familie uit studeerde rechten aan de Sint Josef Universiteit in Beiroet en was na zijn afstuderen (1934) werkzaam als redacteur bij Franstalige kranten in Libanon, zoals L'Eclair du Nord en Le Jour. Hij verwierf een bekendheid binnen de Libanese politieke klasse en was in 1936 een van de vijf oprichters van de Falangistische Partij. Na een conflict met partijleider Pierre Gemayel, verliet hij de Falangistische Partij echter.
Charles Hélou werd in 1947 benoemd tot Libanees ambassadeur bij de Heilige Stoel. Hij werd in 1951 in de Nationale Vergadering (Libanees parlement) gekozen en was van 1951 tot 1952 minister van Buitenlandse Zaken en daarna van 1954 tot 1955 minister van Justitie en Volksgezondheid. In 1964 was hij korte tijd minister van Onderwijs. Gedurende het presidentschap van generaal Foead Shehab (1958-1964) werd hij diens protegé.

## President
Met steun van Shehab stelde Hélou zich in 1964 kandidaat voor het presidentschap. Hélou werd tot president gekozen, maar inmiddels had Shehab zijn steun voor Hélou al ingetrokken. Op 23 september 1964 werd hij geïnaugureerd. Nadat hij aan zijn ambtstermijn was begonnen woonde hij een Arabische top bij, waar hij zijn steun uitsprak voor de PLO (Palestijnse Bevrijdingsorganisatie), maar hij stond de PLO niet toe om militaire bases op te richtten in Libanon. Dit laatste zorgde voor wrevel tussen Hélou en diens aanhangers en Arabische nationalisten. Gedurende zijn gehele termijn als president kreeg Hélou te maken met de Palestijnse kwestie. Veel Libanezen (met name Moslims) voelden mee met de Palestijnen, waaronder premier Rashid Karami en ministers in het kabinet, en waren er voorstanders van dat Libanon openlijk de kant van de Palestijnen zouden kiezen. Aan de andere kant was er de prowesterse bevolking, met name bestaande uit Maronieten (Katholieken) en een klein deel van de (neutralistische) Soennitische zakelijke elite die vonden dat Libanon geen stelling mocht nemen in het Arabisch-Israëlisch conflict.
Tijdens de Zesdaagse Oorlog (1967) lukte het de Libanese president met moeite om Libanon buiten het conflict te houden. De overwinning van Israël deed de kloof tussen prowesterse en pro-Arabische Libanezen groeien. Bij de parlementsverkiezingen van 1968 wonnen zowel het prowesterse als pro-Arabische blok ieder 30 van de 99 zetels in de Nationale Vergadering.
Eind jaren 60 vonden er met regelmaat schermutselingen plaats tussen het Libanese leger en de PLO. In november 1969, met hulp van premier Rashid Karami, werd het (geheime) Akkoord van Caïro gesloten tussen de Libanese regering en de PLO. De PLO en het Libanese leger beloofden voortaan samen te werken. Het Libanese leger stond de PLO toe om militaire bases op te richtten, maar niet om operaties uit te voeren vanaf Libanees grondgebied: Palestijnse guerrilla's mochten voortaan van het Libanese leger de Libanees-Israëlische grens oversteken om vanaf Israëlisch grondgebied Israëlische doelen te beschieten. De Libanese regering en het leger hoopten dat er op die manier minder Libanese burgerslachtoffers zouden vallen, maar dit bleek niet waar, integendeel, Libanon raakte nu juist meer betrokken bij het Arabisch-Israëlisch conflict. De spanningen tussen Palestijnen en het Libanese leger was een van de oorzaken van de Libanese Burgeroorlog die in 1975 uitbrak.

## Na zijn presidentschap
Charles Hélou schoof in 1970 Elias Sarkis als zijn opvolger naar voren, maar niet Sarkis, maar Suleiman Franjieh werd tot president gekozen (1970). Na zijn aftreden als president stapte Hélou uit de politiek. In 1975 sprak hij wel zijn steun uit voor het (Christelijke) Libanees Front dat tegen de pro-Arabische (en overwegend Islamitische) Libanese Nationale Beweging streed tijdens de Libanese Burgeroorlog.
Charles Hélou was een groot kenner van de Franse taal. Van 1972 tot 1979 was hij voorzitter van de Assemblée parlementaire de la Francophonie. Hij was ook een bekend filantroop. Zo richtte hij enkele restaurants op die gratis eten verstrekten aan oude mensen.
Ofschoon Foead Shehab later de steun aan zijn protegé Hélou had ingetrokken, bleef Hélou toch een "Shehabist" (voorstander van een sterke staat).
Charles Alexandre Hélou overleed op 7 januari 2001 in Zalka, Beiroet.

## Bron
- Historical Dictionary of Lebanon, door As'ad AbuKhalil (1998)